# Stand by Your Man (chanson)
Pour les articles homonymes, voir Stand by Your Man.
Singles de Tammy Wynette
D-I-V-O-R-C-E
(1968) Singing My Song
(1969)
Clip vidéo
[vidéo] « Stand by Your Man (audio) », sur YouTube
Stand by Your Man est une chanson de la chanteuse country américaine Tammy Wynette. C'était la première chanson qu'elle a coécrite avec Billy Sherrill, compositeur, réalisateur artistique et producteur exécutif chez Epic Records. Initialement sortie (aux États-Unis) en single en septembre 1968, elle apparaît aussi sur l'album Stand by Your Man, paru le 20 janvier de l'année suivante.
La chanson a atteint la 1re place au classement country de Billboard.
La chanson Stand by Your Man est le plus grand succès de la carrière de Tammy Wynette. En 1970, elle lui a valu un Grammy pour la meilleure performance vocale country féminine. En 1999, le single original de Tammy Wynette, publié sur le label Epic Records en 1968, fut inscrit au Grammy Hall of Fame,.

## Reprises
La chanson a été reprise par de nombreux artistes, notamment Patti Page, Candi Staton, Tina Turner et Me First and the Gimme Gimmes. On compte également des versions parodiques interprétées par les Blues Brothers dans leur film de 1980, Wendy O. Williams des Plasmatics en duo avec Lemmy Kilmister de Motörhead, ou encore les acteurs LGBT Willam Belli et Drake Jensen.